# Batalla de Pelecano
La batalla de Pelecano, también conocida por su forma latinizada como batalla de Pelecanum, se libró entre el 10 y el 11 de junio de 1329 entre una fuerza expedicionaria bizantina acaudillada por Andrónico III y un ejército otomano dirigido por Orhan I. El ejército bizantino fue derrotado y no hubo más intentos imperiales por socorrer a las ciudades de Anatolia que asediaban los otomanos.

## Enfrentamiento y resultado
Para cuando Andrónico ascendió al trono bizantino en 1328, los territorios imperiales de Anatolia se habían reducido considerablemente: de dominar casi todo el oeste de la moderna Turquía cuarenta años antes, el imperio había quedado reducido en la zona a algunos puestos dispersos a lo largo del mar Egeo y de una pequeña provincia en torno a Nicomedia, situada a en unos ciento cincuenta kilómetros de la capital, Constantinopla. En todas partes los turcos eran hostiles y usurpaban las tierras imperiales. Acababan de apoderarse de Prusa, en Bitinia. Andrónico decidió socorrer a las importantes ciudades de Nicomedia y Nicea y confió en poder restablecer la estabilidad de la frontera. Junto con el gran doméstico Juan Cantacuceno, Andrónico condujo un ejército de cuatro mil hombres, que era el mayor grande que pudo reunir, a lo largo del mar de Mármara hacia Nicomedia. En Pelecano había acampado un ejército turco otomano al mando de Orhan, que bloqueaba su camino. El 10 de junio Orhan envió un descamento de arqueros montados para atraer a los bizantinos a las colinas, pero estos rechazaron su acometida y no los persiguieron como esperaba el turco. Se sucedieron las escaramuzas hasta el anochecer, sin que prevaleciese ninguno de los bandos. Los bizantinos se aprestaron a retirarse, pero los turcos se lo impidieron. Andrónico y el gran doméstico habían sido heridos en las refriegas y corría el rumor de que el emperador había muerto o de que estaba mortalmente herido, lo que hizo cundir el pánico en las filas bizantinas. La retirada se tornó en desbandada, que costó copiosas bajas al ejército imperial. El gran doméstico llevó a los supervivientes de vuelta a la capital por mar.

## Consecuencias
La batalla fue el primer choque en el que un emperador bizantino contendió con un bey otomano. Si efecto en el ánimo bizantino fue más importante que el resultado puramente militar: los romanos, disciplinados y bien armados, habían huido frente a los turcos, que combatían de manera irregular y portaban armamento ligero, lo que deanimó profundamente tanto al emperador como al imperio en su conjunto. Se anuló la campaña prevista para restaurar la antigua frontera. Nunca ningún ejército bizantino volvió a tratar de recuperar territorio asiático. Las antiguas capitales históricas de Nicomedia y Nicea se abandonaron a su suerte, sin intentar socorrerlas y el imperio perdió el control del estrecho del Bósforo al abandonar la orilla asiática. Los otomanos conquistaron Nicea en 1331 y Nicomedia en 1337,  lo que les permitió crear una sólida base en Asia desde la que fueron destruyendo paulatinamente el imperio. Los habitantes de las dos antiguas capitales se integraron pronto en el pujante Estado otomano y en 1340 muchos de ellos ya se habían convertido al islam. La conquista otomana de Bitinia y del resto del noroeste de Anatolia se completó en 1336 con la anexión del beylicato de Karasi.